# カネスエ
株式会社カネスエ（英称:Kanesue Co., Ltd.）は、愛知県をはじめ三重県北勢地区、岐阜県美濃地区、静岡県西部、滋賀県に店舗を展開するスーパーマーケットカネスエの運営企業であり、シジシージャパンに加盟している。

## 店舗

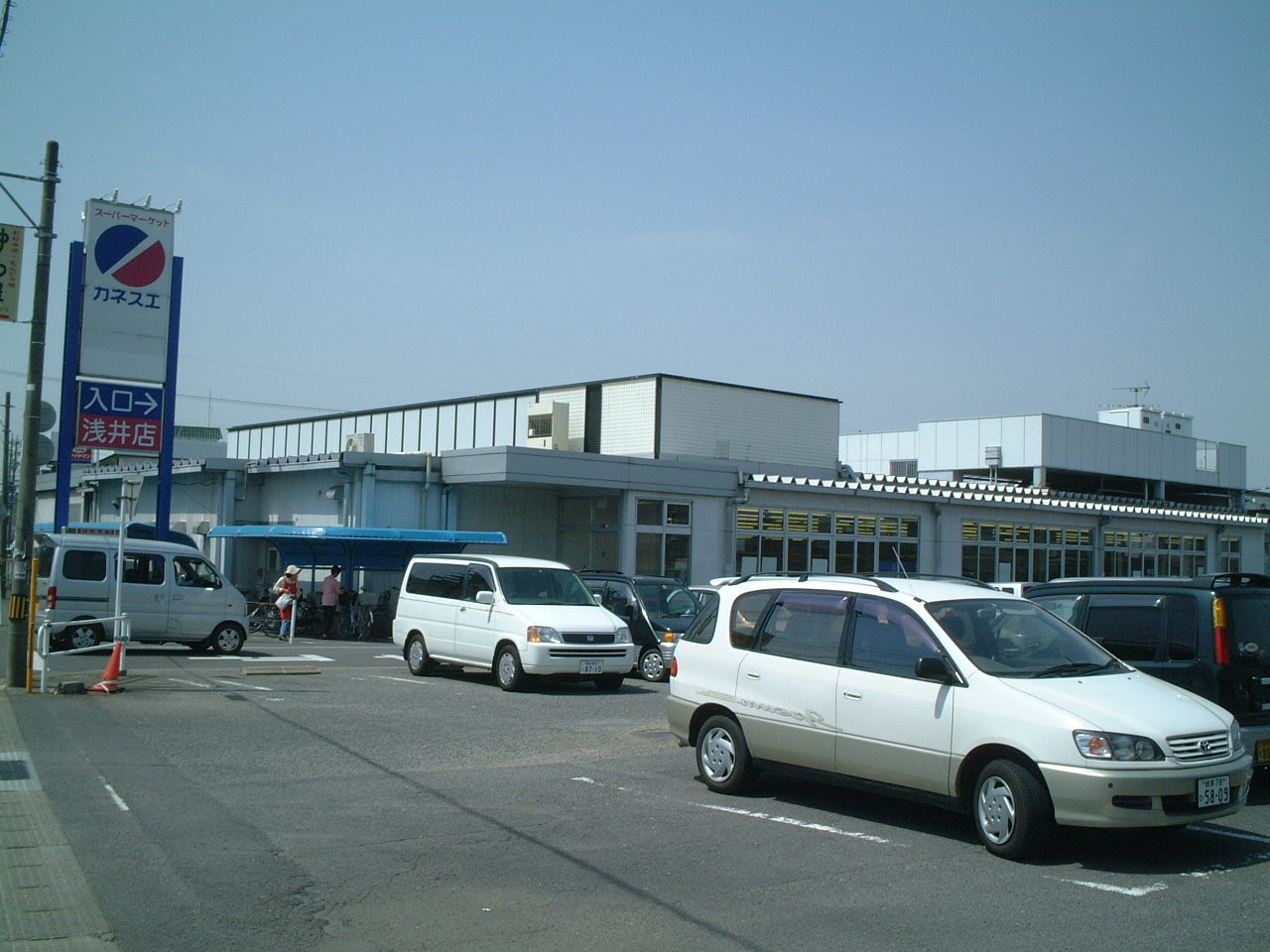
浅井店

現在カネスエは大型スーパーマーケットの「カネスエ」、有機食品専門のスーパーストア・マーケット「旬楽膳」、小型スーパーマーケットの「フェルナ」を運営しており、2011年までネットスーパーの「あーすワン」も展開していた。

### カネスエ
創業から本町店の1店舗のみで事業展開をしていたが、1967年に駅西店が開店してからは、本部のある一宮市を中心に多店舗化していった。1970年代に開店した宮西店、稲沢店の成功以後、郊外立地、100台以上の駐車場完備で出店するようになった。一方、1976年から1977年にかけて雑貨店の瀬戸末広店、商店街立地の犬山店、日本毛織店の閉店、瀬戸店の改装、名鉄丸栄店の食品売り場からの撤退など、店舗のスクラップアンドビルドを進めていった。
1983年に開店した浅井店では、当時の最高責任者で後に代表取締役社長となる牛田彰が泊り込み、アオキスーパー浅井店との間での価格競争の指揮に当たっていた。2008年には、一宮市内のカネスエとアオキスーパーで前述の1円野菜商戦が繰り広げられた。
1992年に三重県に東員店、1993年に岐阜県に大野店、と愛知県外へ出店した。1995年にスーパー・スーパーマーケット（SSM）形態の店舗1号店である国府宮店が開店した。カネスエを核店舗としてさまざまなテナントを擁したネバフッド・ショッピングセンター（NSC・郊外型複合店舗）形態の店舗1号店・瀬部店が2000年開店した。
2022年9月29日、静岡県浜松市の「ザザシティ浜松」にて営業していた食品スーパー「ザザシティフードワールド（生鮮館TAIGA浜松店）」閉店後の跡地に出店、静岡県初出店となった。

### 旬楽膳

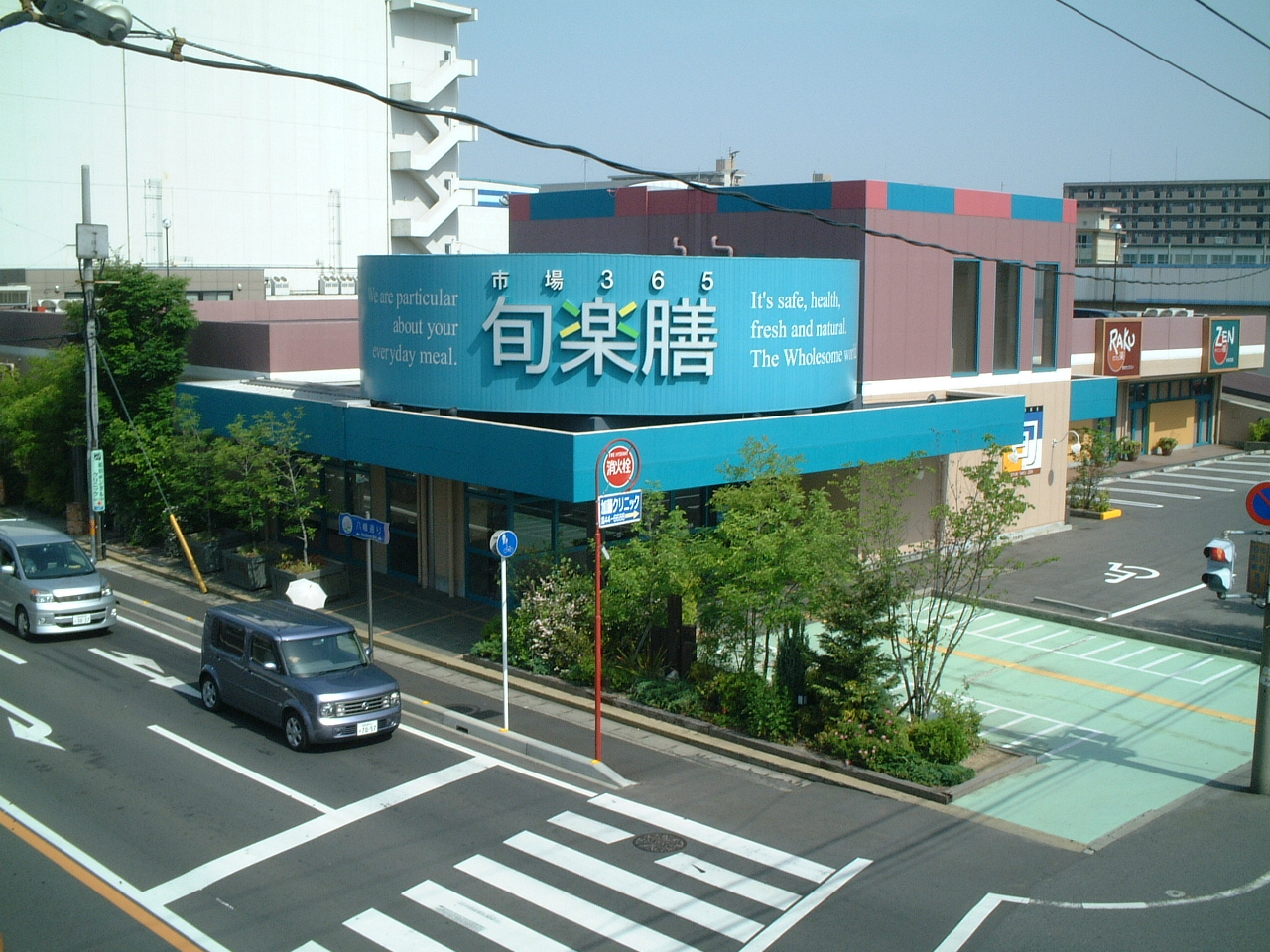
旬楽膳一宮八幡店
愛知県一宮市

旬楽膳は有機食材専門のスーパーマーケットである。2002年、「昨年創業100周年を迎えたのを機に、次の百年を見据えた新しい方向性を見いだしたかった」という思いのもと、また、そのころ食品の産地偽装、BSE問題により食品への信頼が失墜したことを受け、「メーカーだけでなく、店の責任はないのか？」「食を扱うスーパー自体も消費者に安心できる食品を提供しなければ」というスーパーマーケットとしての使命感も相まって、2002年5月に閉店した八幡店を改装し一番美味しい「旬」のものを「楽」しく、ワイワイと家族で「膳」（食卓）を囲むというコンセプトの新業態ストア「旬楽膳」1号店の一宮八幡店が2003年9月9日開店した。
「自然のものを、自然のままに」を大原則とし、有機JAS認定オーガニック食材、本当に美味しい食材を、市場を経由せずに日本全国の百軒以上の有機野菜生産者から直接購入し、生産者名、栽培・飼育方法、流通経路などを詳しく表示。また生産者と消費者の双方の情報交換の場も用意し、両者の信頼関係の構築を進めている。2008年にレジ袋を有料化し、その有料化による収入は「全国有機農業推進協議会」へ寄付されることとなった。
惣菜、店内併設レストラン「ダイニング膳」では店内で販売中の食材を使用しており、その栄養から食べ方までを提案し身土不二の実現を目指している。
2006年7月28日、名古屋市初出店となる「旬楽膳 名古屋地アミ店」では、2008年1月の中国製餃子中毒事件発覚以後、客数が約1.2倍、売上高が1.5倍増加した。

### フェルナ
フェルナは、大型スーパーのカネスエに対して「近くにある利便性」「買いやすさ」を追求した、小型の店舗。豊田市を中心に、名古屋市緑区や名東区や守山区、日進市や長久手市などにも出店している。近年は店舗網を急拡大、現在店舗数では「カネスエ」を上回っている。

### あーすワン

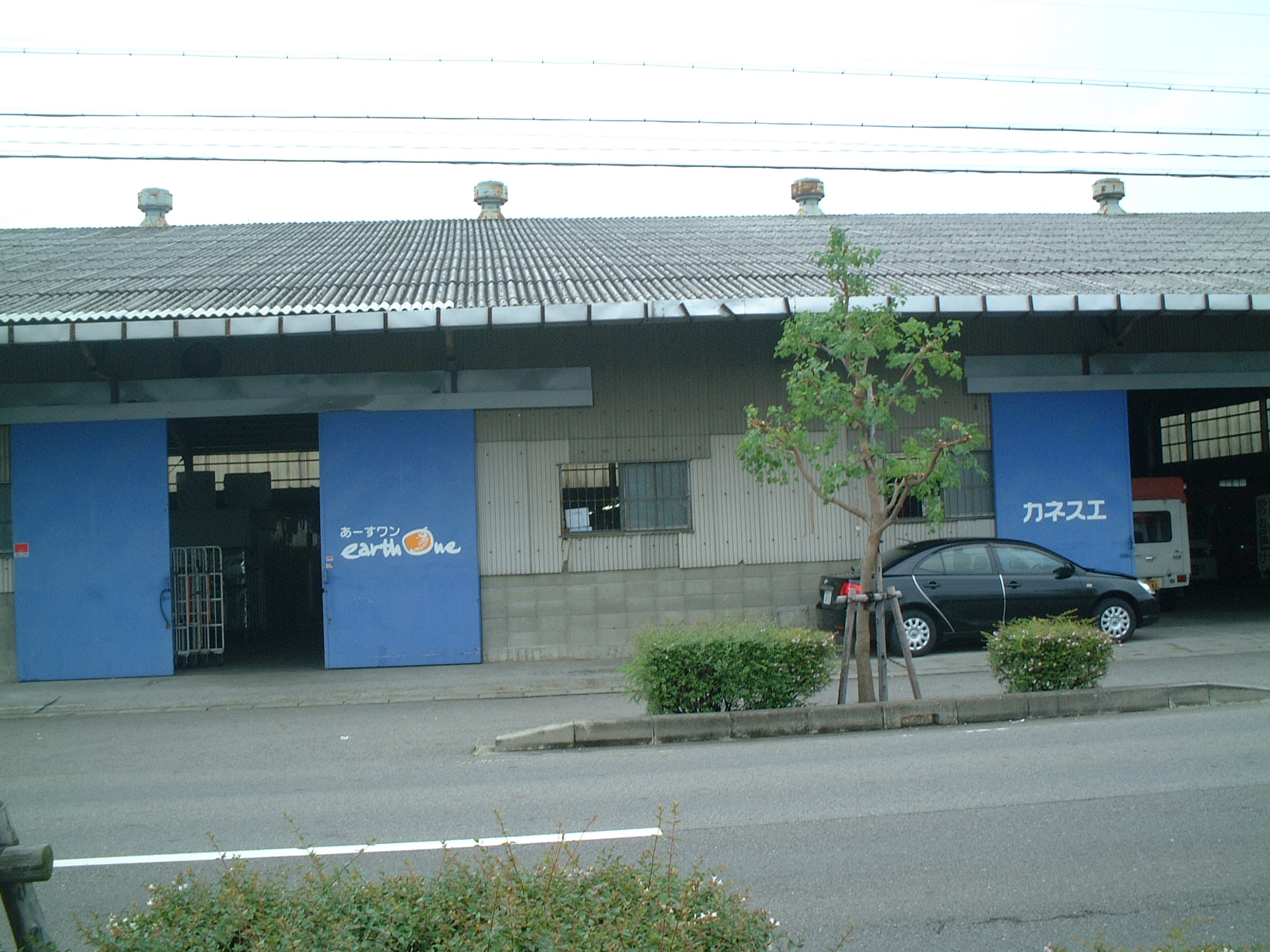
あーすワン宅配専用倉庫
愛知県稲沢市

あーすワンは、かつてカネスエが運営していた、食品、雑貨など約2,000品目の商品を取り扱った、インターネットや電話を用いた宅配サービスである。2000年に大規模小売店舗立地法により出店が思うようにできなくなったことを受けた 、旬楽膳事業の中で培われたノウハウを生かした無添加、無着色、有機栽培など「健康と安全」をうたった業態であった。キャッチコピーは「大地の実り　キッチンまで」。料理レシピ、調理方法、食品の組み合わせなど「いかに食べるか」の情報提供にも踏み込んでおり、幼い子供がいる家庭や足腰の弱ったお年寄り世帯など買い物へ行くのが大変な人を対象とした。2011年11月3日、サービス終了。

## 沿革

### 第二次世界大戦前（戦前）

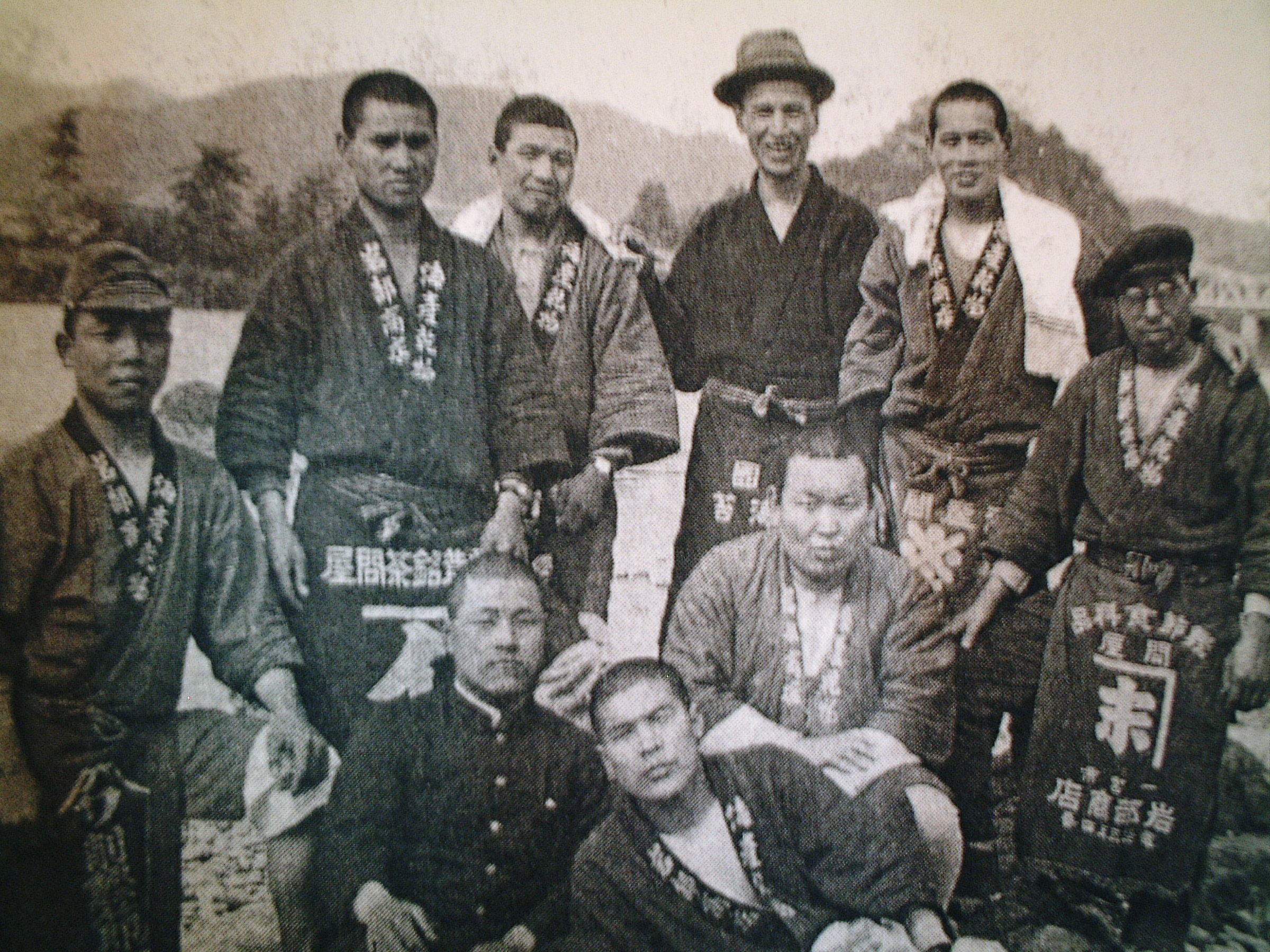
1930年代のカネ末岩部商店の従業員たちの休日。

創業者の岩部末次郎（1881年 - 1920年）が1902年に一宮市の「本町通り」沿いに"いさば屋の末さん"の愛称で店をかまえた、海産物（一部鮮魚）・乾物類の小売、卸売商「カネ末岩部商店」がカネスエの起源とされている。（1892年創業として外部にも公表しているが、記念史を刊行する際、1902年創業でないとつじつまが合わない部分があり、1892年であると現在証明できる人物、資料がない。）
末次郎が1920年に39歳で死去した後は、妻の岩部きょう（1886年 - 1964年）が後を継ぐ。「情なんてものは当てにならん。信じられるものは金だけや」と口にし実践し続け「一宮一番の女傑」と称され、昭和初期には市内で有数の店になった。薄利多売を基本として漬物、佃煮、調味料、贈答品、酒と販売品目を増やしていったり、より安く仕入れるため「八友会」という同業者8軒による共同仕入れ（ボランタリー・チェーンの近い手法）を行っていた。
1931年に牛田桂（後述）が丁稚奉公に入り、1937年に番頭へ昇格。桂が6人中5番目の番頭だった1940年当時、42坪の広さの店に20人以上の奉公人が平台にイワシ、サンマ、サバの塩漬けの干物、棚にシイタケ、海苔、コンブなどが並べ、常時ではないが生の魚を売っていた。買い物客、小売・卸売商などさまざまな客に対し、それぞれに異なった売り方をしていた。
戦争のため物資不足となった。売上高が減少していったが、当初は商品価格が上昇し、利幅が上昇した。きょうは納入や商売の保護についての便宜を期待して、陸軍への物資献納や国防献金を熱心に行っていたが、1944年仕入れができなくなり閉店休業となった。

### 1950年代・1960年代

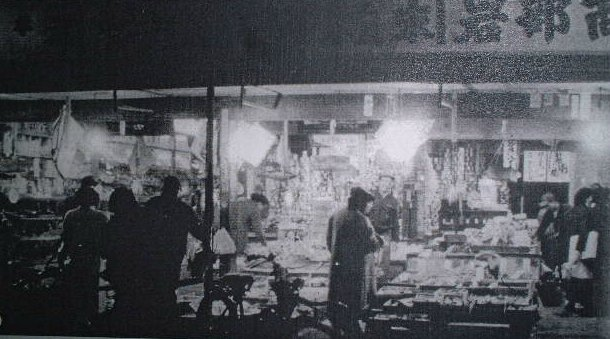
カネスエ本町店

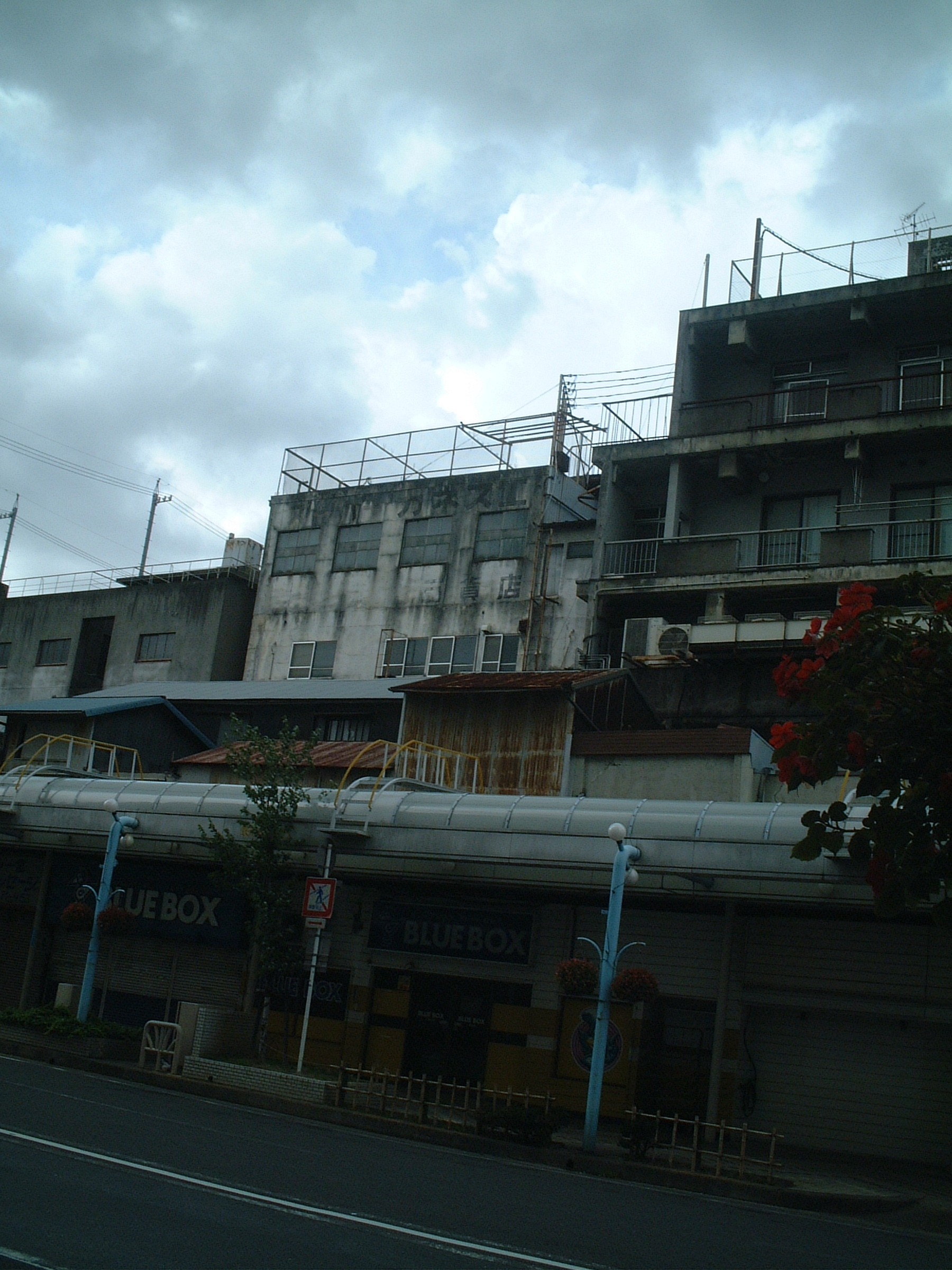
カネスエ本町店跡地（2007年8月2日撮影）
かつて「総合食品のデパート」と称していた。

戦後の1948年11月29日、牛田桂（1916年 - 2002年）により「旧カネ末岩部商店」から数十メートル離れた一宮市本町4丁目に丸井医院から15坪くらいの土地を借り従業員7名で再開。その2年後の1951年5月1日従業員11名、資本金45万円で「株式会社カネスエ岩部商店」を設立し、社長に牛田桂が就任。
株式会社として会社設立後、売上高は1952年に2,000万円、1953年に2,497万円と伸びていった。1955年には売上高が3,720万円に達し、会社設立当初15坪の本町店を40坪に増床した。1959年に売上高が1億1,638万円に達し、1億円の大台を初めて上回った。1962年には3階建ての木造店舗を増床し、1963年に前年増床した3階建ての木造店舗の東隣に、5階建てのビルを建設した。
1960年、牛田桂はアメリカのスーパーマーケットを視察しに行った。帰国後、レジスターを導入し卸売りと変わらない値段での小売を実行した。しかし、他の小売業者の怒りを買い関係が悪化して卸売で売掛金未回収が多発した。1961年に野菜、精肉およびインスタント食品の販売を始め、売上高は2億3,700万円、1坪あたりの売り上げが557万円、卸売りの売上高は1億1,500億円で小売が卸売りの売上げを初めて上回った。
1963年に売上高は5億2,766万円に達し、1953年に日本初のセルフサービス形式の小売店を東京の青山に開業した紀ノ国屋の代表取締役社長の増井徳男が日本全国の小売商店をまわり、セルフサービスの意義を説いたことがきっかけでセルフサービス方式を導入した。その直後、卸売からの撤退を牛田桂が決断するも1971年まで存続した。
1965年、1坪あたりの売上げが634万円に達し、小売業店舗単位面積当たりの売り上げが日本一となった。「どうしたらそんなに売れるか？」と日本全国の小売業者、食品会社の幹部が本町店へ視察に来るようになった。当時の本町店の来店客数は約1万人。どれほどの盛況ぶりかを例えるなら、バナナを補充するために箱を青果売り場へ持ち運んでいる間に箱が空になってしまうほどだったという。
1960年代前半、店頭でパンの販売を始めようとしたが、既存のルートは押さえられていて参入できなかった。しかし当時、中部・関西地方に進出を考えていた山崎製パンから仕入れを始め、当時のカネスエ本町店を訪れた創業者飯島藤十郎は感動し、当時懸案中のカエスエ駅西店の開店に、飯島延浩（現在の山崎製パン代表取締役社長）ら社員を研修のため派遣し、1967年7月31日、スーパーヤマザキ設立に活かされた。その後、山崎製パンと親交が続き、2002年の牛田桂の葬儀の席で飯島延浩は彼を「カネスエの大将」と弔辞をささげた 。
ドンブリ勘定が基本で正確な申告を税務署へしておらず、税務署の格好の標的となったが、経理処理を明確にし、1967年には「優良申告法人」として一宮税務署から表彰を受けた。
1967年に完全セルフサービスの駅西店の開店しチェーンストア化。売上高が11億8,231万円に達した。売り上げの増加とともに人手不足となり、縁故採用から一般応募へ変更し、それに伴い給与の支払いを会社管理の貯金型、手渡し型に変更、 就業規則の制定した。1969年12月100人収容、300坪の独立した女子寮の完成。1965年頃もともとはレジスターのキーに1字ずつ割り振られていた商品分類記号“よきみせ、さかえる”を紙袋に印刷、経営理念とした。

### 1970年代・1980年代

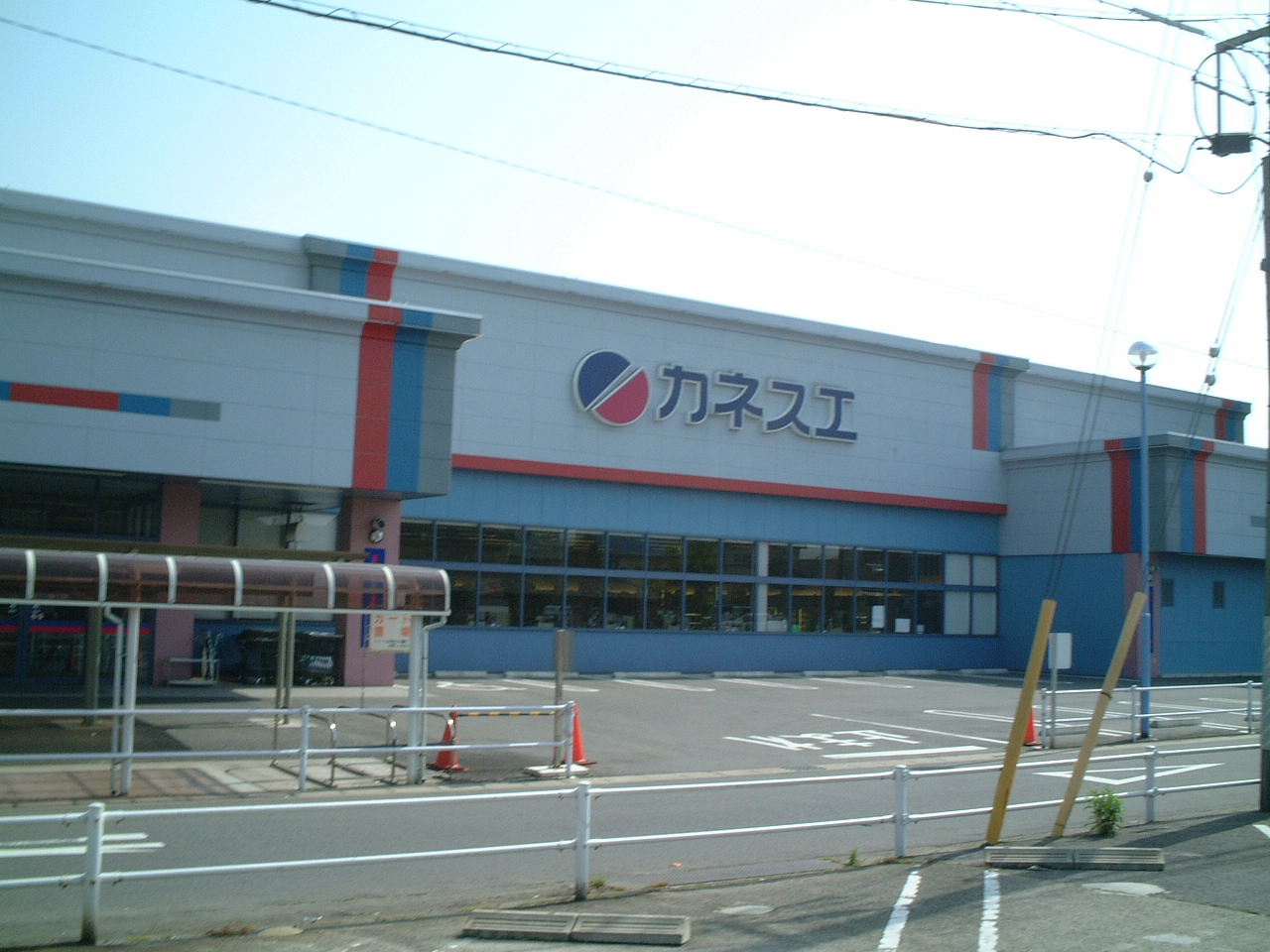
カネスエ宮西店（2007年）

1974年4月、1973年から1974年まで三和へ期限付きで入社した牛田彰（1949年 - ）がカネスエに入社した。同年、仕入れの合理化、品揃えの統一、配送コスト低減のため流通センターと総工費3億6,000万円で本社機構を建設し、これと同時に日本NCR製の大型コンピュータを導入した。1975年6月郊外型ショッピングセンター「ユニー一宮店」が開店。その影響を受け61億円から59億円と会社設立以来初めて売り上げが前年比で減少した。本社機構、流通センターを同時に建設したが、売上高の減少にともない借入総額が9億8,000万円に達し、「カネスエは危ないらしい」とささやかれた。
当時、店員の服装は下駄にポロシャツ、腰に“カネ末岩部商店”と白く染め抜いた前掛けであったが、一新して胸当てのある紺と白のストラップ柄のエプロン、紙製の白いキャップ、ワイシャツにネクタイ、そして革靴に改めた。1977年の売上高は65億円で、1978年は71億5,000万円、1979年は80億円、1982年には売上高が105億円に達した。
1975年に共同仕入れによる低価格化を目指し「東海セルコ」を設立し、その後「シジシージャパン」へ加盟した。1976年の売上高は66億円。同年7月社名を「株式会社カネスエ岩部商店」から「株式会社カネスエ」へ改称し、それと同時に本社所在地を現在の一宮市下川田町へ移転した。1977年に牛田彰が最高責任者となり、同年、コーポレートコピーを「ベストクォリティー ベターライフ」と制定し、メバチマグロの販売、多種多様なスパイス専用売り場の設置、輸入食品の充実を開始した。1981年、フランス語で「燭台」を意味するインストアベーカリー「ランヴァドール」が発足した。設備に3,000万円を投資し、利益率は高かったが、稲沢店、八幡店、開明店の売り上げは悪く、1986年自主開発製造をやめてテナント方式となった。
コーポレートコピー制定から5年後の1982年に、社会に対して何を提供するかという問いかけからコーポレートアイデンティティ（CI）を導入した。コーポレートコピーを「おいしいもの、いいものだけを」とし、ロゴマークは楕円を斜めに切った形をとった。この楕円は躍動感を、切り口は新鮮さと個性を表している。コーポレートカラーの■ ウルトラマリン（濃青色）は若さを表し、■ ワインレッドは高い品質とよりよい商品をイメージしている 。このCI導入にともない看板等の改変に1億円近く要した。

### 1990年代

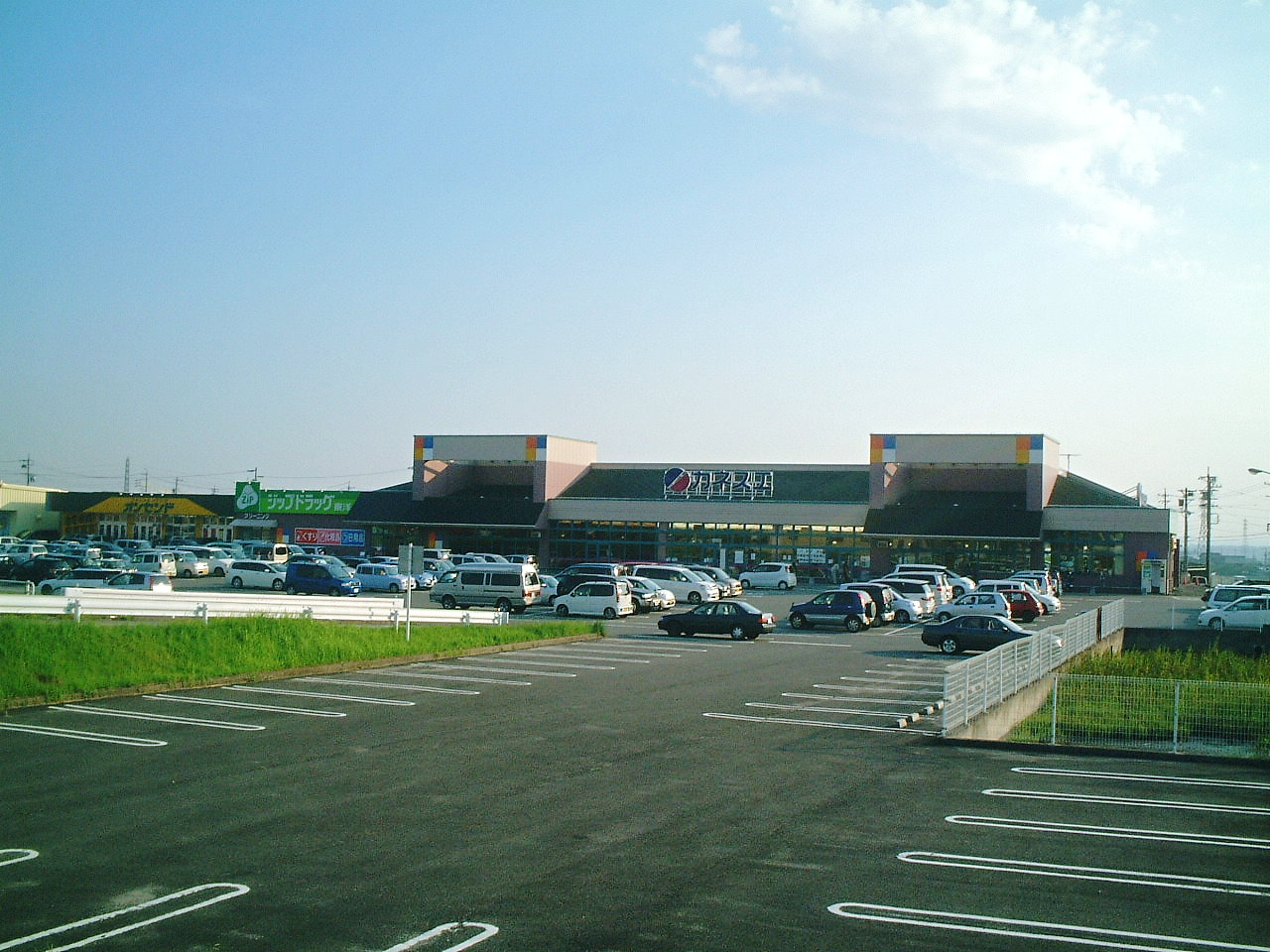
1992年開店の東員店（2007年撮影）

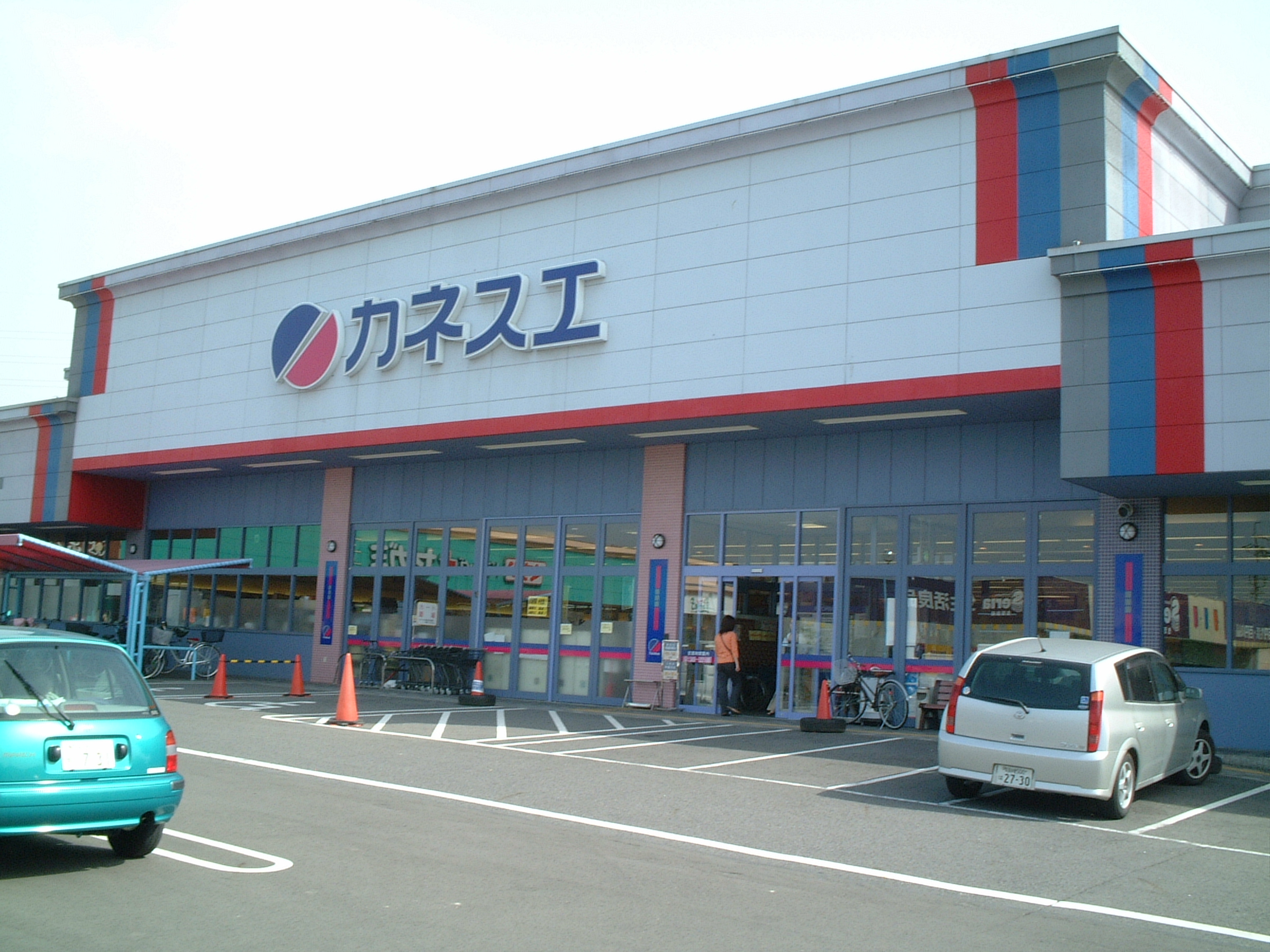
カネスエを核店舗とし、100円ショップのセリアなどのテナント4店舗を擁した瀬部店

1992年に三重県に東員店、1993年に岐阜県（大野店）と愛知県外に出店拡大した。同年店舗数17、売上高265億円、従業員数1039名に達した。1995年には、2,000m² - 3,000m²と広い売り場面積のスーパー・スーパーマーケット（SSM）形態の店舗1号店、国府宮店が開店した。
1989年に日配品配送センターを建設し、1995年には5億円を投資して、店舗のバックヤードで行う鮮魚や精肉のパック詰めなどの加工をすべて一箇所に集約したプロセスセンターのプロトタイプが稼動。どの店にも最短で配送できるよう本社・流通センターの敷地内に設けられた。1997年1月に本格稼動し、同年7月に全店をカバーした。室温を年間を通して10℃（稼動当初は15℃）に保ち、壁・床・加工備品を毎日洗浄するなど温度・湿度、衛生管理が徹底的に行き届いた空間ですべての店舗（旬楽膳を除く）、あーすワンで取り扱う鮮魚や精肉などの加工を行っており、1日2回の定期配送をしている。
1995年、稲盛和夫の主宰する経営塾「盛和塾」へ入塾。1997年5月、稲盛和夫の提唱による「フィロソフィー」をもとに経営理念、考え方、目指すべき方向性を検討し、「カネスエフィロソフィー（企業哲学）」としてまとめ、同年7月に「アメーバ経営」を導入した。カネスエフィロソフィーには社是を「善きことを思い、善きことを成す。」と定め、経営理念（何のためにカネスエはあるのか）は、牛田彰が「社員が幸せでないのに、どうしてお客様を幸せにできようか」と、従業員の幸福と社会への貢献を同等に置いた「全従業員の物心両面の幸福（しあわせ）の追求と社会の発展に貢献する」とされている。
1999年10月、社長に牛田彰、会長に牛田桂がそれぞれ就任した。2001年に店舗数20、従業員数1,600名、売上高280億円に達した。同年12月にカネスエ1号店の本町店が1948年以来53年の歴史に幕を閉じた。

### 2000年 -

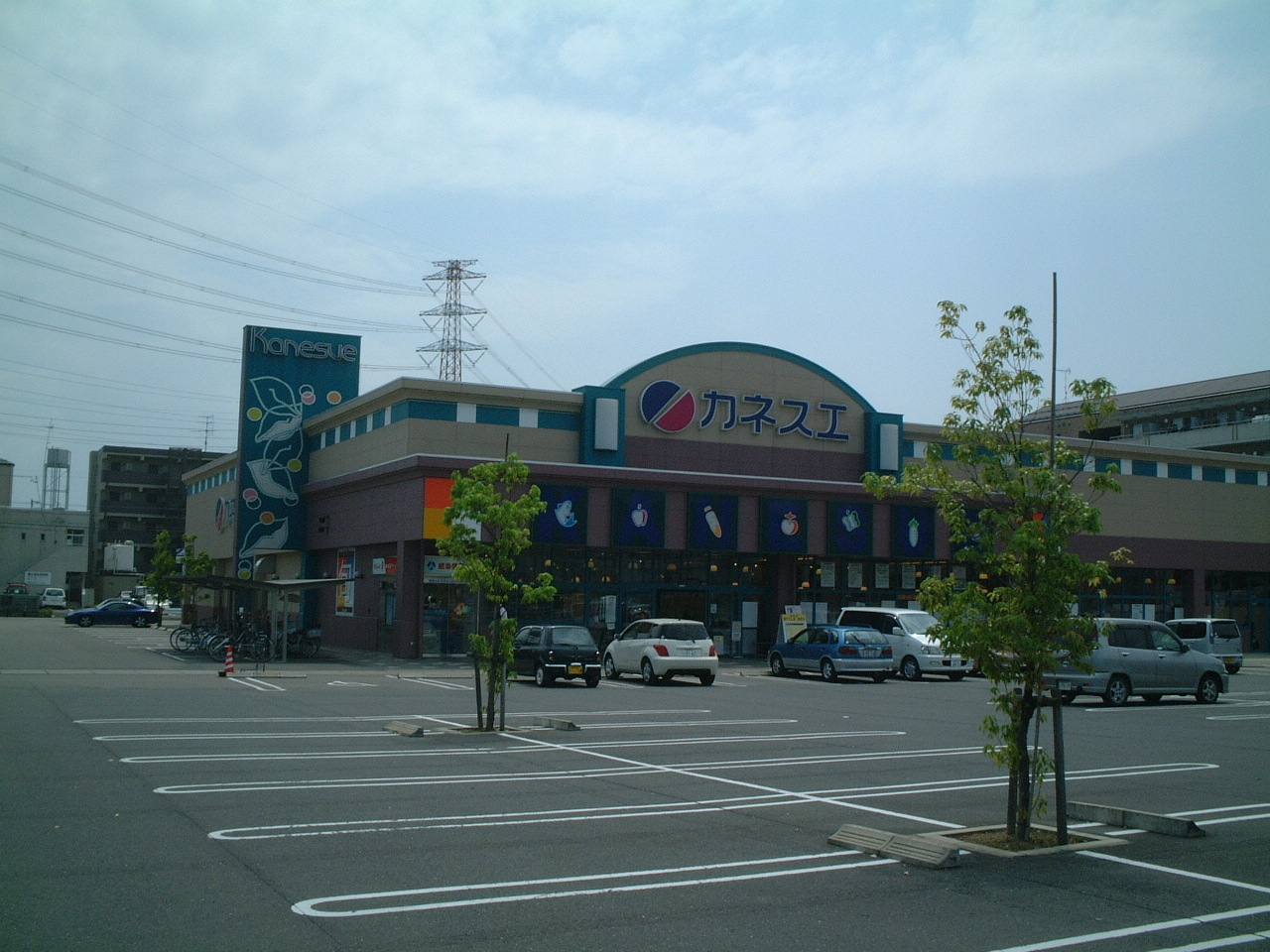
岐大前店

2002年に創業100周年を迎え、次の100年を見据えるため、新業態として2000年からインターネットや電話を通しての宅配サービス「あーすワン」、2003年からナチュラルフードストア「旬楽膳」を展開した。
2006年6月、品質保証を含んだ、顧客満足の向上を目指すための国際標準化機構による規格ISO 9001の認証取得を目指し、2007年11月22日に取得、2008年11月20日には環境マネジメントシステムのISO1４００１:2004を取得した。
総資本の回転を促進させ経常利益を上げるという改革を、2006年から4年計画で実行。2007年に首都圏を中心に展開しているスーパーマーケット・オーケーの、チラシの配布を中止しその経費を商品売価に反映する手法を取り入れ、低価格路線を打ち出し始めた。その一例が、合計1,000円以上買い上げた場合に限りレタスや大根などが1円になるサービスであった。一方で競合店のアオキスーパーも野菜類を1円で販売していたため価格競争が起きた。また、同年9月からスタンプカードに1回のレジ袋辞退に対しスタンプ1個を押印し、スタンプが20個貯まると100円券として使えるサービスや、レジ袋を辞退すると買い上げ金額が1%引き（一部除外品あり）となるサービスを実施していた。その結果、全店舗の平均のレジ袋辞退率が4%から50%を超えるようになった。
売り上げは、改革前の2006年3月期は263億円だったが、2009年3月期には408億円となった。この間、店舗数は増えていない。